# Johann Nepomuk Beck
Johann Nepomuk Beck (født 5. maj 1828 i Pest, død 9. april 1904 i Pressburg) var en ungarsk operasanger (baryton).
Beck optrådte først ved scenerne i Wien, Hamborg, Bremen, Köln, Düsseldorf, Mainz, Würzburg, Wiesbaden og Frankfurt a. M.. Han blev 1853 engageret ved hofoperaen i Wien, til hvis ypperste støtter han hørte lige til sin afgang (1885). Beck var i besiddelse af en sjælden klangfuld og omfangsrig dyb baryton, der støttedes af ypperlige dramatiske evner.